# ABBA – The Album
ABBA – The Album peti je studijski album švedskog sastava ABBA. Hitovi s albuma su pjesme "The Name of the Game", "Take a Chance on Me" i "Thank You for the Music".

## Popis pjesama
- Strana A

1. "Eagle" – 5:47
2. "Take a Chance on Me" – 4:03
3. "One Man, One Woman" – 4:31
4. "The Name of the Game" – 4:51

- Strana B

1. "Move On" – 4:41
2. "Hole in Your Soul" – 3:39
3. "Thank You for the Music" – 3:49
4. "I Wonder (Departure)" – 4:32
5. "I'm A Marionette" – 4:03

## Osoblje
Abba
- Benny Andersson – klavijature, vokal
- Agnetha Fältskog – vokal
- Anni-Frid Lyngstad – vokal
- Björn Ulvaeus – akustična gitara, električna gitara, vokal

Ostali izvođači
- Ola Brunkert – bubnjevi
- Lars Carlsson – saksofon, flauta
- Malando Gassama – udaraljke
- Rutger Gunnarsson – bas-gitara
- Roger Palm – bubnjevi
- Janne Schaffer – gitara
- Lasse Wellander – gitara